# 웨카 (기계 학습)
웨카(Weka, Waikato Environment for Knowledge Analysis)는 자바로 개발된 기계 학습 소프트웨어 제품군으로, 뉴질랜드 와이카토 대학교에서 개발되었다. GNU 일반 공중 사용 허가서로 허가된 자유 소프트웨어이다.

## 확장 패키지
버전 3.7.2에서 패키지 관리자가 추가되어 확장 패키지의 더 쉬운 설치를 허용한다.

## 역사
1993년, 뉴질랜드의 와이카토 대학교는 웨카의 오리지널 버전을 개발하기 시작했으며 Tcl/Tk, C, Makefile들이 혼재되었다.

## 관련 도구
- ELKI(Environment for DeveLoping KDD-Applications Supported by Index-Structures)
- KNIME
- Massive Online Analysis(MOA)
- 뉴럴 디자이너
- 오렌지
- 래피드마이너

## 같이 보기
- 기계 학습
- 데이터 마이닝